# Rafaella Costa
Rafaella Costa (Grieks: Ραφαέλλα Κώστα), (1994) is een Cypriotische zangeres.
Ze werd bekend door haar overwinning tijdens de Cypriotische nationale preselectie voor het Junior Eurovisiesongfestival in 2009. Ze versloeg in die finale zeven andere kandidaten. Aldus mocht ze met het nummer Thalassa, ilios, aeras, fotias Cyprus vertegenwoordigen op het Junior Eurovisiesongfestival 2009 in de Oekraïense hoofdstad Kiev.
In Kiev eindigde Costa op de elfde en op twee na laatste plaats, met 32 punten. Het was de laatste in een reeks slechte prestaties van Cyprus op het Junior Eurovisiesongfestival. Na deze elfde plek van Rafaella Costa besloot de Cypriotische omroep zich terug te trekken uit het Junior Eurovisiesongfestival. 
2003: Theodora Raffi ·
2004: Marios Tofi ·
2006: Luis Panagiotou & Christina Christofi ·
2007: Yiorgos Ioannides ·
2008: Elena Mannouri & Charis Savva ·
2009: Rafaella Costa ·
2014: Sophia Patsalides · 
2016: Giorgos Michailidis · 
2017: Nicole Nicolaou